# Briefmarken-Jahrgang 1980 der Deutschen Bundespost Berlin
Der Briefmarken-Jahrgang 1980 der Deutschen Bundespost Berlin umfasste 21 Sondermarken und zwei Dauermarken.
Alle Ausgaben dieses Jahrganges waren bis zum 31. Dezember 1991 frankaturgültig.
Der Nennwert der Marken betrug 12,70 DM; dazu kamen 3,60 DM als Zuschlag für wohltätige Zwecke.
Die beiden Ergänzungswerte der Dauermarkenserie „Burgen und Schlösser“ erschienen gleichzeitig auch mit der Aufschrift Deutsche Bundespost.
Von der kleinen Serie der „Berlin-Ansichten“ wurde der dritte Teil ausgegeben; diese endete im Jahre 1982.

## Liste der Ausgaben und Motive
Legende
- Bild: Eine bearbeitete Abbildung der genannten Marke. Das Verhältnis der Größe der Briefmarken zueinander ist in diesem Artikel annähernd maßstabsgerecht dargestellt. Sollten keine Marken abgebildet sein, liegt es daran, dass das Urheberrecht des Künstlers noch nicht erloschen ist.
- Beschreibung: Eine Kurzbeschreibung des Motivs und/oder des Ausgabegrundes. Bei ausgegebenen Serien oder Blocks werden die zusammengehörigen Beschreibungen mit einer Markierung versehen eingerückt.
- Wert: Der Frankaturwert der einzelnen Marke in Pfennig. Ein „+“ bedeutet, dass es sich um eine Zuschlagsmarke handelt (= Frankaturwert + Spende).
- Ausgabedatum: Das Datum des erstmaligen Verkaufs dieser Briefmarke.
- Auflage: Soweit bekannt, wird hier die zum Verkauf angebotene Anzahl dieser Ausgabe angegeben.
- Entwurf: Soweit bekannt, wird hier angegeben, von wem der Entwurf dieser Marke stammt.
- Mi.-Nr.: Diese Briefmarke wird im Michel-Katalog unter der entsprechenden Nummer gelistet.

| Sondermarken | |                  |                       |                      |                     |                      |
| Bild         | Beschreibung                                                                                           | Werte in Pfennig | Ausgabe- datum (1980) | Auflage              | Entwurf             | Mi.-Nr.              |
|              | 100. Geburtstag von Alfred Wegener Anfangsstadium der Kontinentalverschiebung                          | 60               | 14. Februar           | 7.280.000            | Reinhold Gerstetter | 616                  |
|              | Für die Jugend 1980: Luftfahrt - Verkehrsflugzeug Vickers Viscount (1950)                              | 40+20            | 10. April             | 3.052.000            | Fritz Haase         | 617                  |
|              | - Verkehrsflugzeug Fokker F-27 (1955)                                                                  | 50+25            | 10. April             | 3.031.000            | Fritz Haase         | 618                  |
|              | - Verkehrsflugzeug Sud Aviation Caravelle (1955)                                                       | 60+30            | 10. April             | 3.037.000            | Fritz Haase         | 619                  |
|              | - Hubschrauber Sikorsky S-55 (1949)                                                                    | 90+45            | 10. April             | 3.022.000            | Fritz Haase         | 620                  |
|              | Sporthilfe 1980 - Speerwerfen                                                                          | 50+25            | 8. Mai                | 2.741.000            | Hans Peter Hoch     | 621                  |
|              | - Gewichtheben                                                                                         | 60+30            | 8. Mai                | 2.815.000            | Hans Peter Hoch     | 622                  |
|              | - Wasserball                                                                                           | 90+45            | 8. Mai                | 2.757.000            | Hans Peter Hoch     | 623                  |
|              | Deutscher Katholikentag in Berlin Kardinal Konrad Graf von Preysing-Lichtenegg-Moos                    | 50               | 8. Mai                | 6.500.000            | Ernst Finke         | 624                  |
|              | 150 Jahre Preußische Museen in Berlin - „Operatio“, Emaille-Medaillon mit Goldschmiedearbeit (12. Jh.) | 40               | 10. Juli              | 10.110.000           | Reinhold Gerstetter | 625                  |
|              | - „Lesende Mönche“, Holzskulptur von Ernst Barlach                                                     | 60               | 10. Juli              | 7.610.000            | Reinhold Gerstetter | 626                  |
|              | 100. Geburtstag von Robert Stolz                                                                       | 60               | 14. August            | 7.160.000            | Reinhold Gerstetter | 627                  |
|              | 250. Geburtstag von Friedrich Wilhelm von Steuben                                                      | 40               | 14. August            | 10.110.000           | Reinhold Gerstetter | 628                  |
|              | Wohlfahrtsmarken 1980: Gefährdete Ackerwildkräuter - Breitsame Orlaya grandiflora                      | 40+20            | 9. Oktober            | 9.052.000            | Heinz Schillinger   | 629                  |
|              | - Acker-Goldstern Gagea arvensis                                                                       | 50+25            | 9. Oktober            | 8.830.000            | Heinz Schillinger   | 630                  |
|              | - Sommer-Adonisröschen Adonis aestivalis                                                               | 60+30            | 9. Oktober            | 10.499.000           | Heinz Schillinger   | 631                  |
|              | - Kleiner Frauenspiegel Legousia hybrida                                                               | 90+45            | 9. Oktober            | 5.124.000            | Heinz Schillinger   | 632                  |
|              | Weihnachtsmarke 1980 Verkündigung der Hirten, Handschrift aus Altomünster                              | 40+20            | 13. November          | 6.238.000            | Herbert Stelzer     | 633                  |
|              | Berlin-Ansichten (III) - Lilienthal-Gedenkstätte, Berlin-Lichterfelde                                  | 40               | 13. November          | 10.110.000           | Rudi Schmidt        | 634                  |
|              | - Große Neugierde, Schlosspark Klein Glienicke                                                         | 50               | 13. November          | 10.110.000           | Rudi Schmidt        | 635                  |
|              | - Grunewaldturm                                                                                        | 60               | 13. November          | 8.110.000            | Rudi Schmidt        | 636                  |
| Dauermarken  | |                  |                       |                      |                     |                      |
| Bild         | Beschreibung                                                                                           | Werte in Pfennig | Ausgabe- datum (1980) | Auflage Berlin, Bund | Entwurf             | Mi.-Nr. Berlin, Bund |
|              | Dauermarkenserie: Burgen und Schlösser - Renaissance-Schloß Wolfsburg                                  | 40               | 14. Februar           |                      | Heinz Schillinger   | 614 1037             |
|              | - Inzlinger Wasserschloss                                                                              | 50               | 14. Februar           |                      | Heinz Schillinger   | 615 1038             |